# AIDAdiva
AIDAdiva — круизное судно класса «Sphinx», находящееся в собственности компании Societa di Crociere Mercurio S.r.l. и эксплуатируемое оператором AIDA Cruises было построено в 2007 г. в Германии в Папенбурге на верфях Meyer Werft GmbH. Эксплуатируется в различных регионах мира, на 2011 запланированы круизы по Средиземному морю. Судами-близнецами являются AIDAbella, AIDAluna класса «Sphinx» и его модификации - суда AIDAblu и AIDAsol.

## История судна

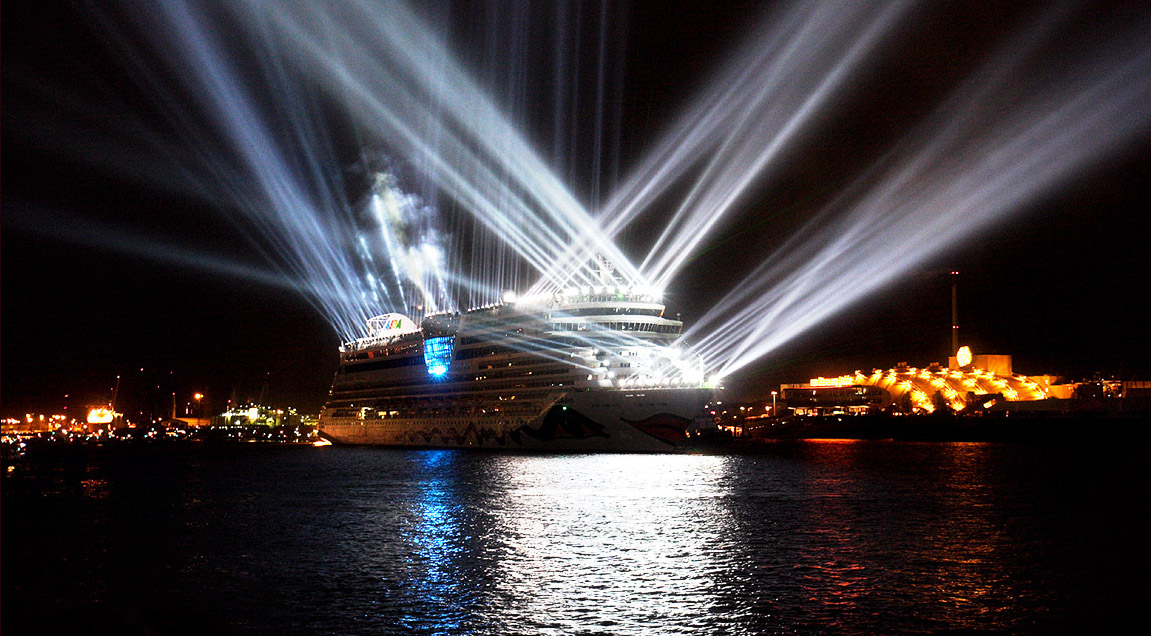
В Гамбурге 20 апреля 2007 года

В октябре 2004 г. AIDA Cruises заказала Meyer Werft в Папенбурге строительство первоначально двух круизных судов - так называемых клубных судов третьего поколения. Строительство судна под заводским номером 659  с проектным обозначением AIDA SPHINX I началось с вырезки первой пластины 25 октября 2005 г.
Закладка киля состоялась 3 марта 2006 г, когда и стало известно окончательное имя судна. Во время традиционной церемонии закладки победительница конкурса имён положила монетку под первый из 55 блоков.
Спустя 11 месяцев 28. сентября 2006 состоялось затопление дока и соответственно первое всплытие судна .
После серии успешных тестов и испытаний AIDAdiva покинула 4 марта 2007 г. закрытый док и была поставлена у причала на дооборудование. Перегон судна по Эмсу из Папенбурга в Эмден состоялось 10 марта 2007 г. И поскольку это был первый с 1995 г. проект, включающий окончательную оснастку судна, то по этому поводу в городе устроили празднество с факельным шествием и фейерверком.
11 марта 2007 г. AIDAdiva впервые вышла в Северное море и уже 16 апреля 2007 г. судно было передано пароходству. Крёстной матерью стала выбранная читателями одной гамбургских газет Мария Галлески (Maria Galleski)..
Церемония крещения проходила 20 апреля 2007 г. в Гамбурге, где за церемонией на берегах Эльбы следило более 300 000 человек.
30 апреля 2007 г. AIDAdiva совершила свой первый рейс из Гамбурга в Пальму-де Мальорка.

## Конструкция и оборудование

### Генерирующее и распределительное оборудование[5]
- 4 генератора, каждый 12000 кВА
- 2 основных распределительных устройства 11 кВ
- 4 кольцевых электрических сети 11 кВ
- 8 распределительных трансформаторов 1000-3500 кВА

### Движительная система
- 2 синхронных электромотора, мощностью 12,5 МВт (130 оборотов в минуту) — главный двигатель
- Частотный преобразователь 48-pulse Load Commutated Converter (LCI)
- 2 носовых подруливающих устройства, каждое 2,3 МВт
- 2 кормовых подруливающих устройства, каждое 1,5 МВт

### Система автоматизации
Электрическое оборудование судна управляется специализированной системой управления SISHIP IMAC, построенной на компонентах SIMATIC. Также система интегрирует функции безопасности, управление кондиционированием и вентиляцией, а также реализует противоаварийную защиту.
Детальная конфигурация системы (на момент спуска на воду):
- 10.800 точек ввода-вывода для автоматизации двигательной и электрической систем судна.
- 2.850 точек ввода-вывода для HVAC
- 21 станция человеко-машинного интерфейса, 2 мобильных станции оператора, 5 веб-станций оператора
- 1 станция разработки приложений
- 1 Hot Stand-By IMAC сервер
- 1 SMS-сервер, 1 сервер архивирования текущей информации
- 1 резервированный Infrastructure Domain Control Server
- система безопасности Safety Management System
- Система аварийного останова Emergency Shut Down System
- резервированные модули управления Process Control Units
- резервированная шинная система передачи информации

### Светотехника
Внешняя подсветка лайнера - лампы OSRAM и система управления подсветкой LMS с DALI (Digital Addressable Lighting Interface)

### Галерея

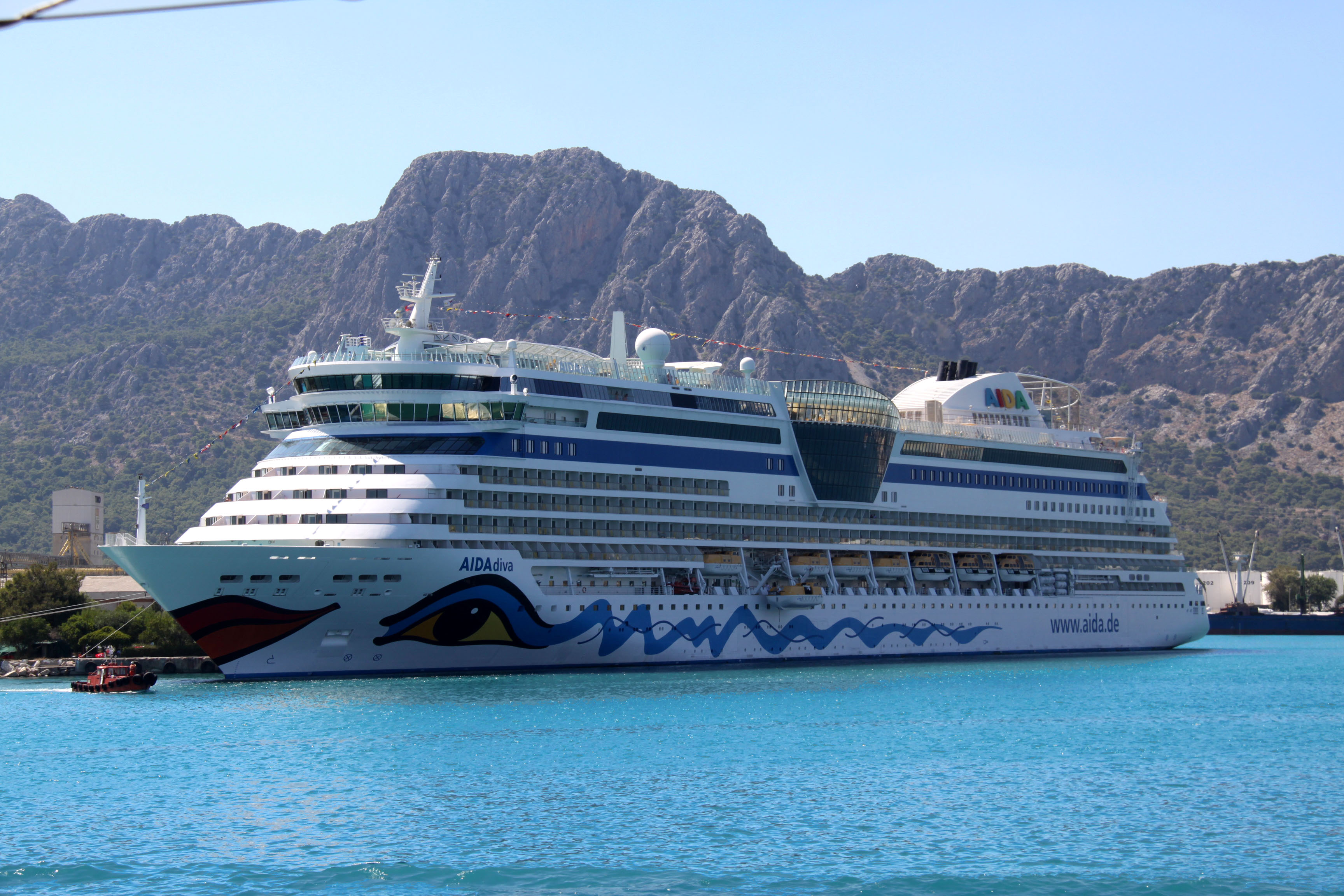
В Средиземном море
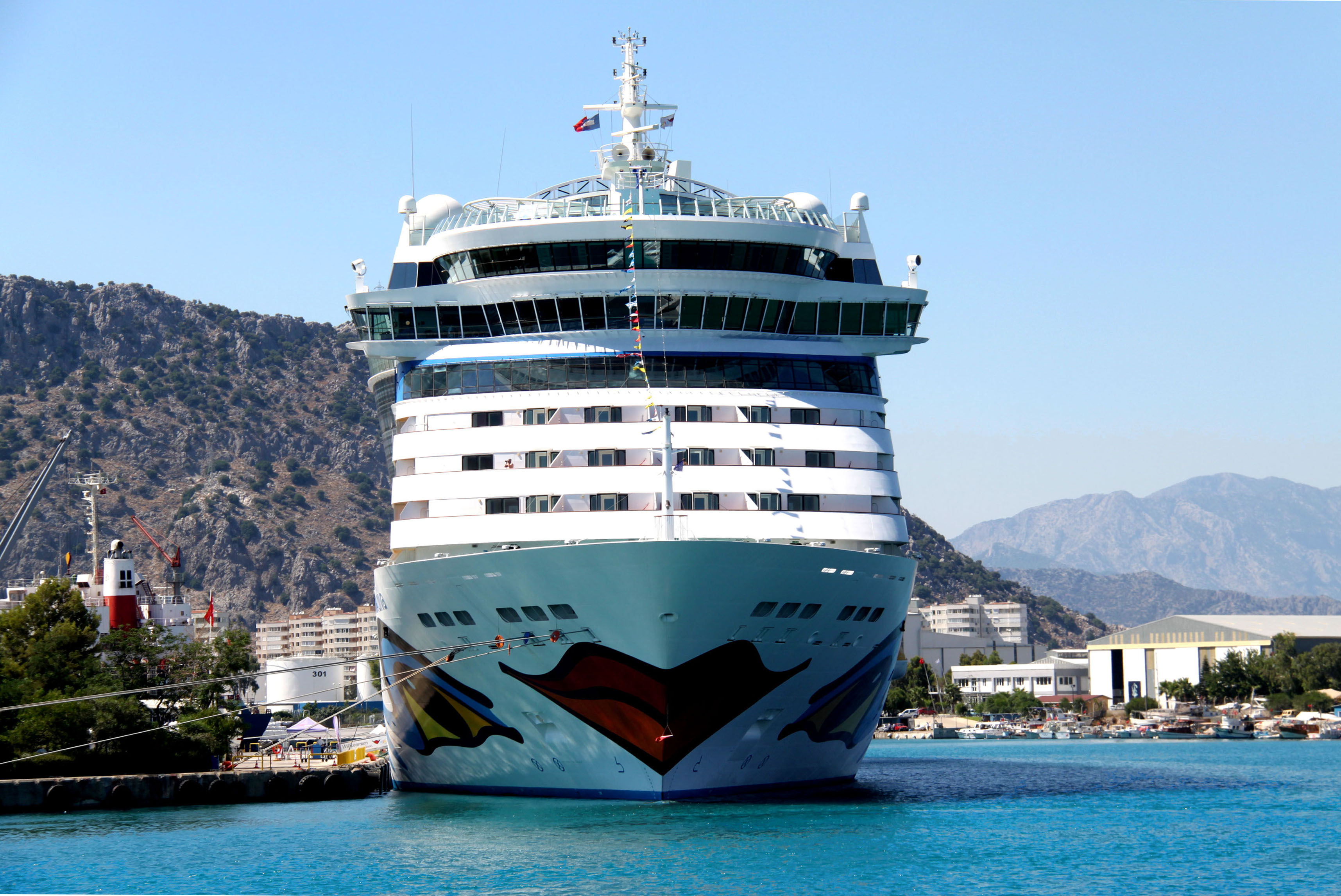
Вид судна спереди
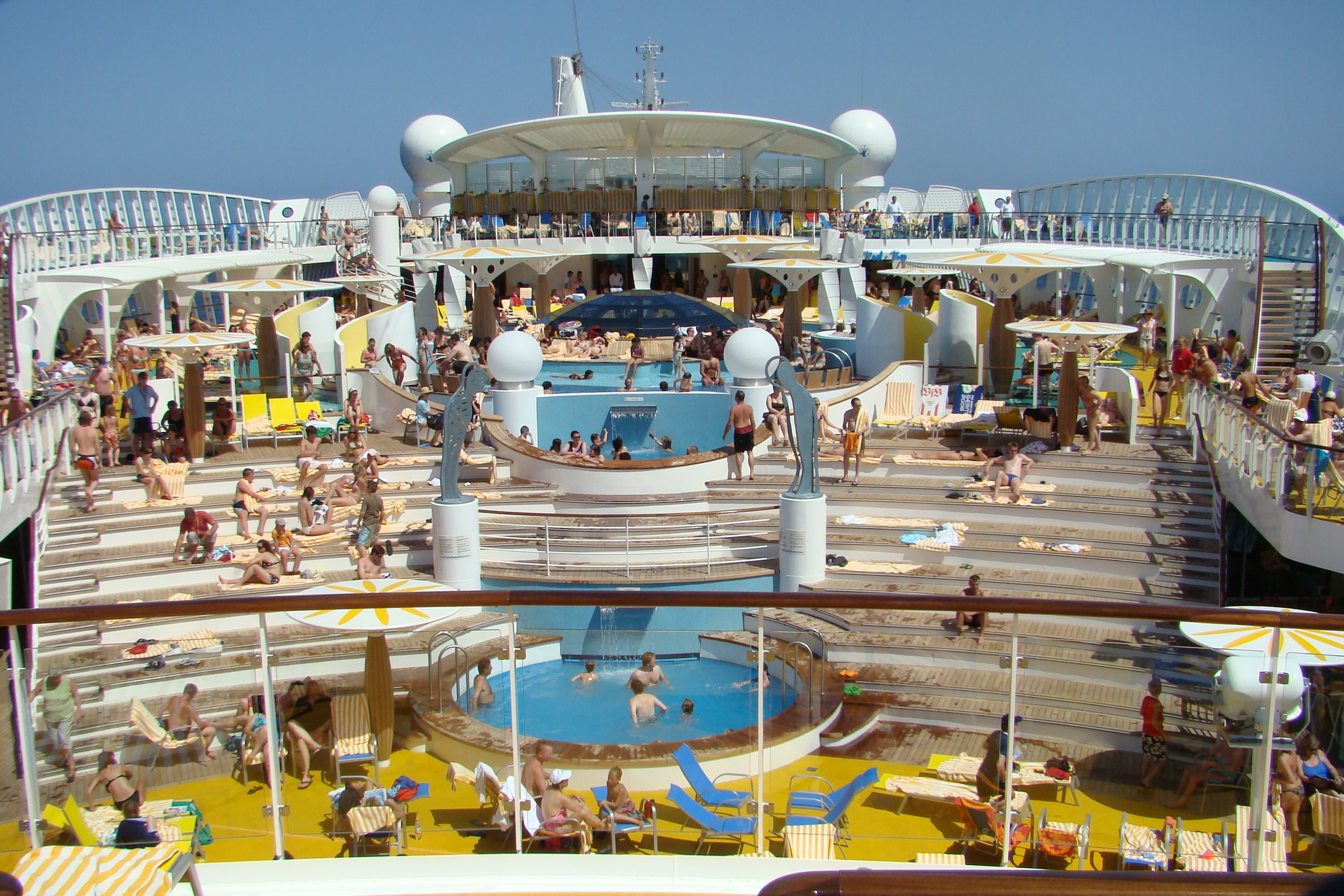
Бассейн и зона отдыха
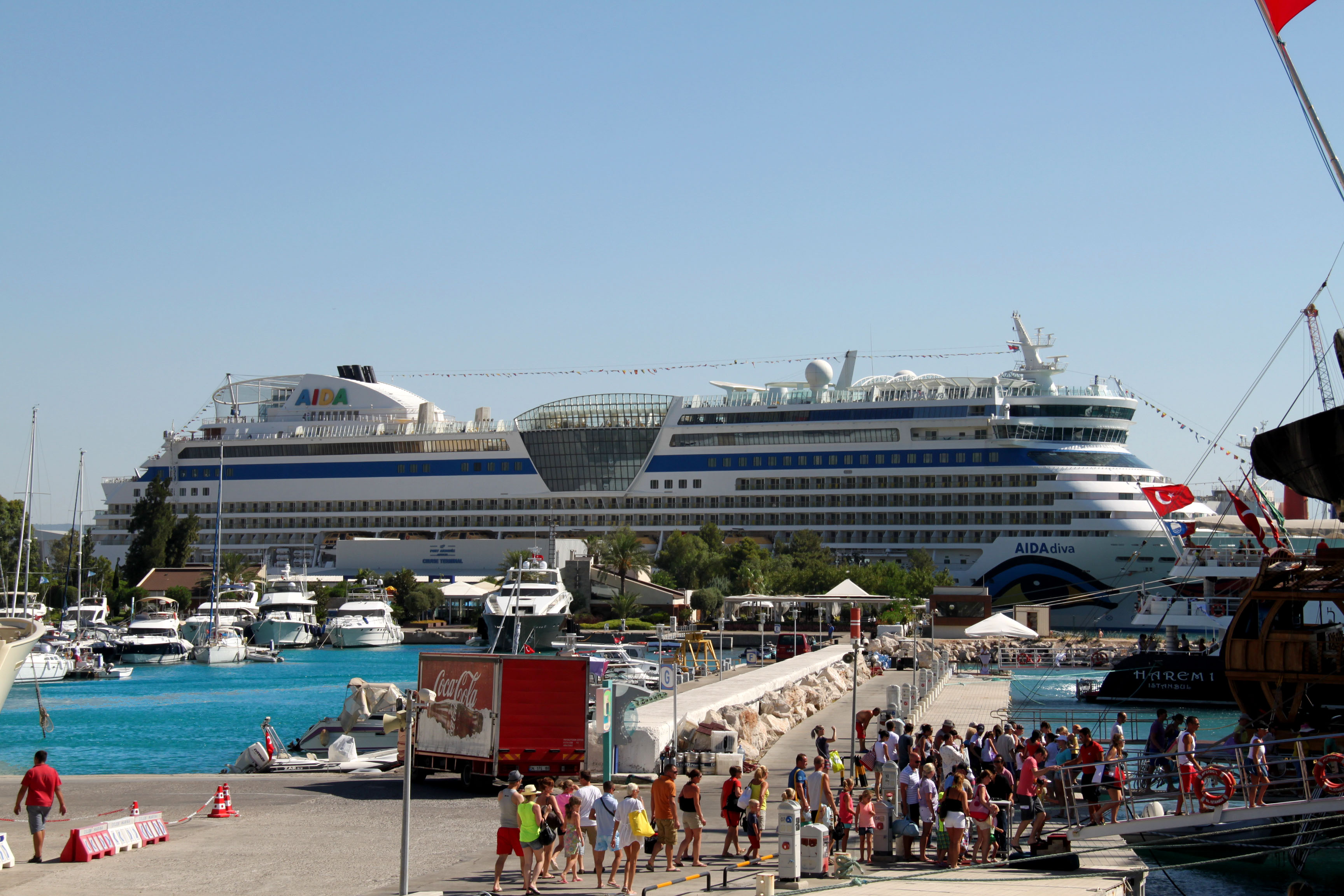
В порту Антальи